# Ідалія (ураган, 2023)
Ураган «Ідалія» (англ. Hurricane Idalia) — потужний ураган 4 категорії, який завдав значної шкоди на південному сході Сполучених Штатів, особливо в Північній Флориді, під час сезону ураганів в Атлантиці 2023 року.

## Метеорологічна історія

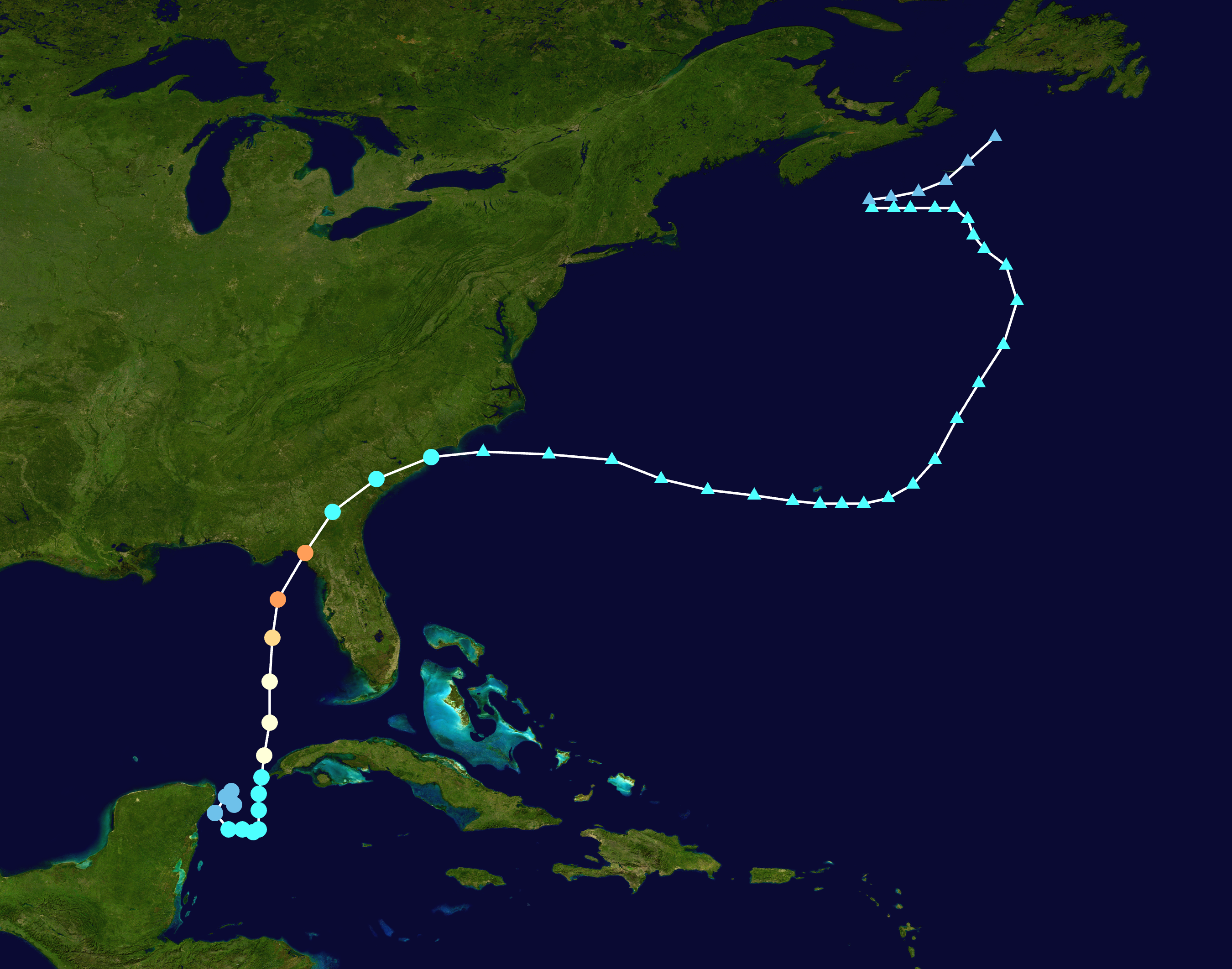
Карта шляху і інтенсивності Урагану Ідалія за шкалою Саффіра–Сімпсона

24 серпня 2023 року в басейні східної частини Тихого океану біля узбережжя Центральної Америки утворилася зона низького тиску. Наступного дня тропічне хвилювання перейшло в Атлантичний басейн і почало організовуватися, просуваючись на північ через західну частину Карибського моря. Темпи організації пришвидшилися 26 серпня, коли хвилювання було розташоване поблизу північно-східного півострова Юкатан, і о 21:00 UTC його було підвищено до Десятої тропічної депресії. Пізніше того ж дня та наступного дня западина дрейфувала на північ. Депресія стала тропічним штормом Ідалія о 15:15 UTC 27 серпня після того, як рейс Мисливців за ураганами повідомив, що швидкість вітру посилилася до 40 миль/год (65 км/год). Рано вранці наступного дня Ідалія почала рухатися на північний-схід до Юкатанського каналу на захід від Куби, посилюючись по дорозі.

Ідалії, яка досягає піку інтенсивності 4 категорії і виходить на сушу 30 серпня

До 09:00 UTC 29 серпня, пройшовши поблизу західного краю Куби, шторм розвинувся достатньо, щоб класифікувати його як ураган 1 категорії. Пізніше того ж дня Ідалія посилилася до 2 категорії завдяки винятковим умовам, з температурою поверхні моря 88 °F (31 °C), загалом низьким зсувом вітру та високим рівнем відносної вологості. Потім він почав швидко посилюватися, досягнувши 4-ї категорії вранці 30 серпня, за кілька годин до виходу на сушу, з максимальною швидкістю вітру 130 миль/год (215 км/год) і мінімальним центральним тиском 940 мбар ( 27,76 дюймів рт.ст.). Це відзначило посилення вітру на 55 миль/год (89 км/год) протягом 24-годинного періоду, що закінчився о 09:00 UTC 30 серпня, що зробило це одним із найшвидших темпів посилення тропічного циклону, який коли-небудь спостерігався в Атлантичному басейні протягом 24 годин. перед виходом на сушу. Посилення урагану було зупинено циклом заміни очної стінки, що спричинило його дещо ослаблення перед виходом на сушу. Ідалія обрушилася на сушу об 11:45 UTC, приблизно за 20 миль (30 км) на південь від Перрі, штат Флорида, як ураган 3 категорії зі швидкістю вітру 125 миль/год (205 км/год).
Система швидко ослабла вглиб країни, коли вона просунулася через Північну Флориду, перетворившись на тропічний шторм пізніше того ж дня після перетину в Джорджії. Сильний південно-західний зсув вітру потім підштовхнув конвекцію шторму на північ і схід від його центру, коли він рухався від північно-східного узбережжя Південної Кароліни та виринув в Атлантичний океан вранці 31 серпня. Того дня, Ідалія перейшла в посттропічний циклон приблизно за 65 миль (105 км) на південний-схід від  мису Гаттерас, Північна Кароліна. Коли шторм рухався на південний-схід наступного дня, легкий зсув вітру вздовж його шляху дозволив системі зберегти свою структуру та інтенсивність, незважаючи на відсутність конвекції. 2 вересня шторм вразив Бермудські острови силою тропічного штормового вітру, коли він проходив лише на південь.